# Дельвеккьо, Дженнаро
Дженна́ро Дельве́ккьо (встречается также написание Дельве́ккио; итал. Gennaro Delvecchio; 25 марта 1978, Барлетта) — итальянский футболист, полузащитник.

## Карьера

### Клубная
30 января 2012 года футболист подписал контракт с клубом «Лечче». После этого выступал за клубы Серии B «Гроссето» и «Бари». Выступлениями за последний в возрасте 36 лет закончил игровую карьеру.

### Международная
Впервые был приглашён в сборную Италии по футболу главным тренером Роберто Донадони на товарищеский матч против Хорватии, который был проигран 0:2 в родных стенах. Также он был вызван в состав сборной на отборочные матчи Евро 2008 против Литвы и Франции в сентябре, и матчи против Украины и Грузии в октябре, но не выходил на поле.

## Достижения
- Победитель Серии B: 2010/11